# Сімпсони (сезон 33)
Тридцять третій сезон мультсеріалу «Сімпсони» транслювався у США на телеканалі «Fox» з 26 вересня 2021 до 22 травня 2022 року. Серіал продовжено на 33 і 34 сезони 3 березня  2021 року.
Запрошеними зірками сезону були: Алекс Гірш («Bart's in Jail!»), Бек Беннетт («The Longest Marge»), Г'ю Джекман («Poorhouse Rock») тощо.
У серії «My Octopus and a Teacher» було представлено нову вчительку Барта, замість покійної Едни Крабапель, яку озвучувала Марсія Воллес. Персонаж Рейшел Пейтон озвучує актриса Керрі Вашингтон.
Також цього сезону:
- прем'єрна серія «The Star of the Backstage» була мюзиклом з усіма оригінальними піснями бродвейського калібру, в якому Крістен Белл була внутрішнім співаючим голосом Мардж[5][6][7][8];
- вперше в історії мультсеріалу традиційна серія «Treehouse of Horror XXXII» складалася з 5 сегментів[9];
- була романтика, яка зачепила життя Мо («The Wayz We Were»)[10];
- подвійний епізод «A Serious Flanders» розповідав про «запійний перегляд» кримінальних серіалів. Серію дуже надихнули серіал «Фарґо» та кримінальні документальні фільми «Netflix»[11][5];
- досліджувалися стосунки Гомера з дідом Сімпсоном, і Гомер зіткнувся з однією з найбільших трагедій («Mothers and Other Strangers»)[10][12];
- Меґґі приєдналась до мафії («A Made Maggie»)[2];
- Барт рятував козу від сатаністів («Boyz N the Highlands»)[2];
- а також була серія, зосереджена на персонажі Брендін Спаклер («Pretty Whittle Liar»)[13].

## Нагороди та номінації
Сезон було номіновано на премію «Еммі». Серію «Pixelated and Afraid» номіновано у категорії «Найкраща анімаційна передача» 2022 року.

## Список серій
| № серії (загалом) | № серії (в сезоні) | Назва серії | Режисер(и)       | Сценарист(и)           | Оригінальна дата показу | Код серії | Глядачів у США (млн) |
| --- | ------------------ | --- | ---------------- | ---------------------- | ----------------------- | --------- | -------------------- |
| 707 | 1                  | «The Star of the Backstage» «Зірка залаштунків»                                                                                      | Роб Олівер       | Елізабет Кірнан Аверік | 26 вересня 2021         | QABF17    | 3,48                 |
| У Мардж є дивовижні спогади про те, що у середній школі вона була постановницею шкільного мюзиклу «2000 рік: Помилка тисячоліття». Вона вирішує відновити його разом з усіма через 20 років, для останнього шоу. Мріючи про шоу, де вона, режисерка вистави і найкраща подруга кожного, буде у центрі уваги в постановці, життя Мардж стає мюзиклом з нею в головній ролі. Однак, коли до міста приїжджає справжня зірка шоу Саша Рід, стара шкільна запекла ворогиня Мардж, і краде всю славу, вона усвідомлює, що її спогади про середню школу — не такі, як вона думала… Запрошені зірки: Сара Чейз в ролі Саші Рід, Крістен Белл в ролі внутрішнього співаючого голосу Мардж |                    | |                  |                        |                         |           |                      |
| 708 | 2                  | «Bart's in Jail!» «Барт у в'язниці!»                                                                                                 | Стівен Дін Мур   | Нік Дахан              | 3 жовтня 2021           | QABF18    | 1,48                 |
| Телефонний шахрай обдурив дідуся Сімпсона змусивши повірити в те, що Барта потрібно витягнути з в'язниці, на що Ейб витратив 10 тисяч доларів. Коли Гомер дізнається, що ці гроші повинні були стати його спадщиною, він звинувачує батька в тому, що той попався на дурний трюк. Тим часом Барт і Ліса намагаються вистежити шахрая і повернути гроші, а Мардж починає думати, що все в житті — шахрайство. Запрошені зірки: Алан Каммінг в ролі Локі, Скотт Генсон в ролі спортивного ведучого, Алекс Гірш в ролі Білла Шифра |                    | |                  |                        |                         |           |                      |
| 709 | 3                  | «Treehouse of Horror XXXII» «Будиночок жахів на дереві XXXII»                                                                        | Метью Фонан      | Джон Фрінк             | 10 жовтня 2021          | QABF16    | 3,94                 |
| «Barti» — Пародія на мультфільм «Бембі». Барті та його мати переслідує мисливець, містер Бернс… «Bong Joon Ho's This Side of Parasite» — Пародія на фільм «Паразити». Сімпсони живуть у бідній квартирі в підвалі, але прагнуть змінити свої умови після того, як Барта в якості наставника найняв багата суперзірка Райнер Вульфкасл. Зрештою, Барт домовляється про те, щоб Гомера прийняли на роботу новим водієм Вольфкасла, Мардж отримує посаду покоївки, Лісу наймають вчителькою мистецтва, і навіть Меґґі отримує роботу помічниці. Однак, коли Вульфкасл їде у відпустку, а Сімпсони влаштовують вечірку у маєтку, вони виявляють, що в будинку таємно живуть і інші — Кірк і Луан ван Гутени, які не задоволені тим, що Сімпсони зайняли їх роботу… «Nightmare on Elm Tree» — У дерево Сімпсонів вдаряє блискавка, і воно оживає. Своєю чергою, воно оживляє інші дерева у місті, щоб помститися мешканцям Спрінґфілда… «Poetic Interlude» — Вінсент Прайс розповідає Меґґі «Історію одного Барта» (англ. «The Telltale Bart»)… «Dead Ringer» — Пародія на фільм «Дзвінок». Ліса дізнається про вечірку, на яку її не запросили. Однак, виявляється, що присутні там діти з початкової школи Спрінґфілда, які дивились відео з TikTok, помирають за сім днів. Ліса готує план, щоб зупинити TikTok від вбивства глядачів. Запрошені зірки: Моріс ЛаМарш в ролі Вінсента Прайса, Трі Роллінз в ролі самого себе, Сьюзен Іган — виконавиця пісні |                    | |                  |                        |                         |           |                      |
| 710 | 4                  | «The Wayz We Were» «На таких шляхах ми були»                                                                                         | Метью Настюк     | Джоел Коен             | 17 жовтня 2021          | QABF19    | 1,51                 |
| На Еверґрін Террас повно дорожніх заторів, з чим намагається боротись Гомер. Тим часом Мо возз'єднується зі своєю колишньою коханою Маєю (серія «Eeny Teeny Maya Moe»). Він має зробити доленосний вибір: залишитися з нею, чи відпустити Майю назавжди… Запрошені зірки: Памела Рід в ролі Рут Сили, Трей Анастасіо в ролі самого себе |                    | |                  |                        |                         |           |                      |
| 711 | 5                  | «Lisa's Belly» «Живіт Ліси» | Тімоті Бейлі     | Джульєтта Кауфман      | 24 жовтня 2021          | QABF20    | 1,83                 |
| У покинутому аквапарку Барт і Ліса заразилися дивною інфекцією, і вимагають лікування стероїдами, що викликають тимчасове збільшення ваги. Перед поверненням дітей до школи Мардж з ніжністю вводить образливе слово в мозок Ліси, через що та дуже невпевнено ставиться до своєї ваги. Тим часом Барт приводить себе до форми нарощуючи м'язову масу. Запрошені зірки: Рене Ріджлі в ролі Венді Сейдж |                    | |                  |                        |                         |           |                      |
| 712 | 6                  | «A Serious Flanders» «Серйозний Фландерс»                                                                                            | Деббі Махан      | Сезар Мезаріегос       | 7 листопада 2021        | QABF21    | 3,47                 |
| Коли Нед Фландерс знаходить кейс із грошима і жертвує його місцевому сиротинцю, Неда, разом з дуже заздрісним Гомером, переслідує безжальний колектор-вбивця, який не зупиниться ні перед чим, щоб повернути своє. Коли він приїжджає до Спрінґфілда, життя Неда і Гомера всмоктуються у майстерно насильницький світ платного телебачення… Запрошені зірки: Джо Мантенья в ролі Жирного Тоні, Тімоті Оліфант в ролі шерифа Фландерса, Браян Кокс в ролі Костаса Бекера, Крістін Міліоті в ролі Барб, Кріс О'Дауд в ролі Шеймуса, Джессіка Паре в ролі Коллетт |                    | |                  |                        |                         |           |                      |
| 713 | 7                  | «A Serious Flanders (Part 2)» «Серйозний Фландерс (2 частина)»                                                                       | Метью Фонан      | Сезар Мезаріегос       | 14 листопада 2021       | QABF22    | 1,66                 |
| Коли професійний вбивця переслідує Гомера і Неда, їхні справи ідуть все гірше і гірше… Тим часом розкривається, ким насправді був дід Неда Фландерса і як він пов'язаний з грошима, які знайшов його онук, а Мардж самостійно розслідує викрадення чоловіка. Запрошені зірки: Джо Мантенья в ролі Жирного Тоні, Тімоті Оліфант в ролі шерифа Фландерса, Браян Кокс в ролі Костаса Бекера, Крістін Міліоті в ролі Барб, Кріс О'Дауд в ролі Шеймуса, Джессіка Паре в ролі Коллетт |                    | |                  |                        |                         |           |                      |
| 714 | 8                  | «Portrait of a Lackey on Fire» «Портрет лакея у вогні»                                                                               | Стівен Дін Мур   | Роб і Джонні Лазебник  | 21 листопада 2021       | UABF01    | 3,97                 |
| Смізерс по-справжньому закохується у відомого модельєра Майкла, але його нові стосунки можуть знищити Спрінґфілд… Запрошені зірки: Віктор Ґарбер в ролі Майкла, Христіан Сіріано і Крістін Баранскі в ролі самих себе |                    | |                  |                        |                         |           |                      |
| 715 | 9                  | «Mothers and Other Strangers» «Матері й інші незнайомці»                                                                             | Роб Олівер       | Ел Джін                | 28 листопада 2021       | UABF02    | 3,61                 |
| Підліток Гомер і Ейб Сімпсони вирушають у подорож, щоб полегшити свій смуток і знайти їхню мати… Запрошені зірки: Гленн Клоуз в ролі Мони Сімпсон, Рейчел Блум в ролі терапевтки Анет |                    | |                  |                        |                         |           |                      |
| 716 | 10                 | «A Made Maggie» «Зроблена Меґґі» | Тімоті Бейлі     | Елізабет Кірнан Аверік | 19 грудня 2021          | UABF03    | 3,9                  |
| Жирний Тоні стає хрещеним батьком Меґґі Сімпсон, яка приєднується до мафії. Запрошені зірки: Джо Мантенья в ролі Жирного Тоні |                    | |                  |                        |                         |           |                      |
| 717 | 11                 | «The Longest Marge» «Найдовша Мардж»                                                                                                 | Метью Настюк     | Браян Келлі            | 2 січня 2022            | UABF05    | 2,02                 |
| Містер Бернс вибирає зухвалого молодого відвертого футбольного вундеркінда Ґрейсона Мазерса для промотування бренді Бернса. Спортсмен цим ще більше розбещується, тож Мардж бореться проти Бернса за душу Ґрейсона навчаючи його смиренню та сімейним цінностям. Запрошені зірки: Бек Беннетт в ролі Ґрейсона, Джон Малейні в ролі Ворбертона Паркера, Адам Шефтер в ролі самого себе |                    | |                  |                        |                         |           |                      |
| 718 | 12                 | «Pixelated and Afraid» «Цензуровані та налякані»                                                                                     | Кріс Клементс    | Джон Фрінк             | 27 лютого 2022          | UABF04    | 1,41                 |
| Ліса і Барт відчувають, що їхні батьки позбавлені романтики, тому Гомер і Мардж неохоче погоджуються вирушити на курорт для пар у пустелі без технологій чи розваг. Однак, через ожеледицю авто пари потрапляє в катастрофу. Коли Гомер і Мардж губляться у холодних лісах, вони повинні довести себе до меж, щоб вижити… |                    | |                  |                        |                         |           |                      |
| 719 | 13                 | «Boyz N the Highlands» «Хлопці з нагір'я»                                                                                            | Боб Андерсон     | Ден Веббер             | 6 березня 2022          | UABF06    | 1,53                 |
| Суд у справах неповнолітніх відправляє Барта, Мартіна і хуліганів у похід у дику місцевості. Там вони рятують козеня від тріо сатаністів, яке потім починає полювати на дітей, щоб повернути козу… Тим часом Ліса користується відсутністю брата, щоб змусити Гомера і Мардж привернути увагу до себе, ніби вона ― єдина дитина. |                    | |                  |                        |                         |           |                      |
| 720 | 14                 | «You Won't Believe What This Episode Is About — Act Three Will Shock You!» «Ви не повірите, про що ця серія — Третій акт вас шокує!» | Дженніфер Моллер | Крістін Ненґл          | 13 березня 2022         | UABF07    | 1,14                 |
| Гомера помилково звинувачують у тому, що він залишив Маленького Помічника Санти замкненим у гарячій машині. Кадри інциденту стають вірусними, обурюють весь Спрінґфілд і роблять з Гомера вигнанця. Загадковий чоловік Тео звертається до Гомера з радикальною пропозицією виправити його репутацію. Запрошені зірки: Кумейл Нанджіані в ролі Тео, Джей Фероу в ролі Дредеріка Тейтама |                    | |                  |                        |                         |           |                      |
| 721 | 15                 | «Bart the Cool Kid» «Барт — крута дитина»                                                                                            | Стівен Дін Мур   | Раян Кох               | 20 березня 2022         | UABF08    | 1,04                 |
| Гомер обіцяє купити Барту кросівки обмеженої серії, але купує не ті. Коли Барт намагається повернути взуття, його публічно принижують, і хлопчик заявляє, що Гомер — найменш крута людина. Коли відомий інфлуенсер, який володіє суперкрутим брендом одягу для скейтбордингу, Оріон Г'юз шкодує Барта, Барт починає з ним дружити і дізнається, що сам Оріон не може кататися на скейті. Тим часом пригнічений Гомер використовує подарований від Оріона одяг, щоб вплинути на татів-невдах і очолити повстання проти крутіїв… Запрошені зірки: The Weeknd в ролі Оріона і Дарія Г'юзів, Майкл Рапапорт в ролі Майка Веґмана |                    | |                  |                        |                         |           |                      |
| 722 | 16                 | «Pretty Whittle Liar» «Мила строга ошуканка»                                                                                         | Майкл Полчіно    | Джоел Коен             | 27 березня 2022         | UABF09    | 1,1                  |
| Клітус Спаклер дізнається, що його дружина Брендін приховує таємну любов до… навчання. Клітус відчуває, що він не знає своєї дружини, через що вона йде і переїжджає до Сімпсонів. Тим часом Ліса приєднується до таємної групи розумних дітей у школі, які приховують свій інтелект, щоб уникнути знущань. |                    | |                  |                        |                         |           |                      |
| 723 | 17                 | «The Sound of Bleeding Gums» «Звук „Кривавих Ясен“»                                                                                  | Кріс Клементс    | Лоні Стіл Состхенд     | 10 квітня 2022          | UABF10    | 0,95                 |
| Ліса лютує, коли на пісню «Кривавих Ясен» Мерфі роблять ремікс для реклами Спрінґфілдської лотереї. Вона зустрічає сина покійного музиканта, Монка Мерфі. Коли дівчинка дізнається, що Монк народився глухим і ніколи не чув музики свого батька, Ліса намагається покращити його життя і відновити справедливість. Запрошені зірки: Джон Отрі II в ролі Монка, Донн Льюіс в ролі Денної Ночі й Етти Прайор, Кеті Баклі в ролі дівчинки з вадою слуху |                    | |                  |                        |                         |           |                      |
| 724 | 18                 | «My Octopus and a Teacher» «Мій восьминіг і вчителька»                                                                               | Роб Олівер       | Керолін Омайн          | 24 квітня 2022          | UABF11    | 0,97                 |
| Барт не може контролювати свої почуття, коли отримує нового вчителя, міс Рейшел Пейтон. Однак, тільки Барт знає, що міс Пейтон якось врятувала йому життя. Тим часом Ліса порушує основну директиву документального кіно про природу, коли не дає акулі з'їсти восьминога. Вона таємно тримає свого нового друга у своїй кімнаті, але той продовжує тікати. Запрошені зірки: Керрі Вашингтон в ролі Рейшел Пейтон |                    | |                  |                        |                         |           |                      |
| 725 | 19                 | «Girls Just Shauna Have Fun» «Шона просто хоче веселитися»                                                                           | Метью Настюк     | Джефф Вестбрук         | 1 травня 2022           | UABF12    | 1,03                 |
| Коли Ліса приєднується до маршового оркестру середньої школи, вона, на свій подив, виявляє, що Шона Чалмерз розподіляє таку ж пристрасть до музики. Тим часом Гомер зближується з батьком Шони, інспектором Чалмерзом, який знайомить Гомера з древнім ремеслом траппістського пивоваріння. Запрошені зірки: Кріс Редд в ролі Тревора |                    | |                  |                        |                         |           |                      |
| 726 | 20                 | «Marge the Meanie» «Мардж — паскуда»                                                                                                 | Тімоті Бейлі     | Меган Амрам            | 8 травня 2022           | UABF15    | 0,85                 |
| Коли колишня директорка публічно жахається Мардж, та розповідає своїй сім'ї, що під час навчання у середній школі Мардж таємно жартувала, як Барт зараз. Ця несподіванка з минулого пов'язує мати і сина. Тим часом Гомер, який залишився осторонь, намагається знайти щось спільне з Лісою. Хоча він виявляє, що вони обоє розділяють любов до їжі, Гомер щосили намагається зображати пристрасть до вегетаріанських смаків Ліси. |                    | |                  |                        |                         |           |                      |
| 727 | 21                 | «Meat Is Murder» «М'ясо — це вбивство»                                                                                               | Боб Андерсон     | Майкл Прайс            | 15 травня 2022          | UABF13    | 1                    |
| Коли мільярдер Август «Гас» Редфілд купує материнську компанію Красті як помсту за те, що Красті багато років тому вкрав його гамбургерний бізнес, Гас просить колишнього бізнес-партнера дідуся Сімпсона увійти до його ради директорів. Дідусь і Ліса їдуть до Нью-Йорка, де решта родини Редфілд хочуть вигнати Гаса… Запрошені зірки: Джон Літгоу в ролі Гаса, Крістен Ріттер в ролі Шейли, Еді Паттерсон в ролі Джессіки, Сет Грін в ролі Мева, Пол Томпкінс в ролі Колбі, Ніколас Браун в ролі кузена Ґреґа, Сьюзен Іган в ролі співочого дерева, Чарлі Д'амеліо в ролі самої себе |                    | |                  |                        |                         |           |                      |
| 728 | 22                 | «Poorhouse Rock» «Бідняцький рок» | Дженніфер Моллер | Тім Лонг               | 22 травня 2022          | UABF14    | 0,93                 |
| Для недільної школи Барт робить презентацію про свого батька, яка принижує Гомера. Мардж пропонує Гомеру взяти Барта на роботу, щоб показати синові, який гарний годувальник Гомер. Барт починає обожнювати Гомера і хоче вирости таким самим, як він. Проте, невдовзі від співочого прибиральника Барт дізнається, що спосіб життя середнього класу, частиною якого є Сімпсони, більше нереалістичний і Барт ніколи не зможе отримати роботу, яку мав його батько. Запрошені зірки: Г'ю Джекман в ролі прибиральника, Меган Маллаллі в ролі Сари Віґґам, Роберт Райх в ролі самого себе |                    | |                  |                        |                         |           |                      |